# Grand Prix de Ouest-France 1934
Il Grand Prix de Ouest-France 1934, quarta edizione della corsa, si svolse il 28 agosto 1934 su un percorso di 150 km, con partenza e arrivo a Plouay., Fu vinto dal francese Lucien Tulot,    davanti ai connazionali Jean Keriel e Renè Durin.

## Ordine d'arrivo (Top 10)
| Pos. | Corridore            | Tempo   |
| ---- | -------------------- | ------- |
| 1    | Lucien Tulot         | 5'10'00 |
| 2    | Jean Keriel          | '700    |
| 3    | Renè Durin           | '1000   |
| 4    | Lucien Billy         | '10'00  |
| 5    | François Haas        | '13'00  |
| 6    | Alfred Morillon      | '1900   |
| 7    | Joseph Gosmat        | '1900   |
| 8    | Thual                | '2200   |
| 9    | Bellil               | '2500   |
| 10   | Alexander Kermorgant | 2600    |